# 布兰登 (南达科他州)
布兰登（英語：Brandon），是美国南达科他州明尼哈哈縣下属的一座城市。根据2010年美国人口普查，该市有人口8,785人。2011年估计该市人口约有8,908人，年增长率为1.40%。